# Kate Lamb
Kate Lamb, född 18 januari 1988 i Cardiff, är en brittisk skådespelare. Hon har bland annat gjort rollen som  Delia Busby i BBC:s Barnmorskan i East End.

## Bakgrund
Lamb föddes i Cardiff, men växte upp i Tenby i Wales. Hon studerade vid United World College i Swaziland, vid Bristol University och London Academy of Music and Dramatic Art. Lamb har berättat i en intervju att när hon var fyra år gammal insåg hon att människorna på TV spelade olika roller och att skådespelare var ett jobb. Efter det ville hon inte bli något annat.
Hon har turnerat runt i Europa med Shakespeare’s Globe Theatre Company och fick 2015 en återkommande gästroll i BBC:s Barnmorskan i East End. Lamb lämnade serien 2017 efter säsong 6.

## Filmografi

### Filmer[5]
| År   | Titel           | Roll  |
| 2009 | Hearts & Minds  | Sally |
| 2011 | Red Heart       | Macy  |
| 2014 | A Quiet Courage | Chas  |

### TV[5]
| År         | Titel                  | Roll                     |
| 2012       | Doctors                | Gwen Payne               |
| 2012       | Silk                   | Earnest Female Candidate |
| 2012       | Switch                 | Louise                   |
| 2013       | Mayday                 | Tina                     |
| 2014       | Unge kommissarie Morse | Daisy Weiss              |
| 2015– 2017 | Barnmorskan i East End | Delia Busby              |
| 2016       | Siblings               | Katie                    |